# 김광남 (정치인)
김광남(미상 ~ )은 조선민주주의인민공화국의 정치인이다. 조선로동당 중앙위원회 후보위원 겸 김책제철련합기업소 지배인이다.

## 경력
김책제철련합기업소 지배인이다. 2016년 5월, 조선로동당 제7차 대회에서 조선로동당 중앙위원회 후보위원으로 선출되었다.

## 최고인민회의 대의원
2014년 3월 최고인민회의 제585호 사봉선거구 제13기 대의원으로 선출되었다. 2019년 3월 제584호 송평선거구에서 제14기 대의원으로 재선되었다.